# Швеція на літніх Олімпійських іграх 1908
Швеція втретє за свою історію взяла участь в IV літніх Олімпійських іграх у Лондоні (Велика Британія). До складу команди увійшло 168 спортсменів (165 чоловіків та 3 жінки), що змагались у 67 дисциплінах з 14 видів спорту.
Наймолодшим членом команди став плавець Ерік Адлерц (15 років 362 дні), найстарішим — стрілець Оскар Сван (60 років 264 дні).
Країна посіла в медальному заліку третє загальнокомандне місце, виборовши 25 медалей: 8 — золотих, 6 — срібних та 11 — бронзових.

## Медалі

### Золото
| Вид спорту           | Дисципліна                                      | Спортсмен |
| -------------------- | ----------------------------------------------- | --- |
| Боротьба             | греко-римська боротьба, до 73 кг                | Фрітьйоф Мортенссон |
| Стрибки у воду       | чоловіки, вишка                                 | Яльмар Юганссон |
| Фігурне катання      | чоловіки, одиночне катання                      | Ульріх Сальхов |
| Стрільба             | чоловіки, «олень, що біжить», особиста першість | Оскар Сван |
| Стрільба             | чоловіки, «олень, що біжить», командна першість | Арвід Кнеппель Ернст Росель Альфред Сван Оскар Сван |
| Легка атлетика       | чоловіки, метання списа                         | Ерік Леммінг |
| Легка атлетика       | чоловіки, метання списа вільним стилем          | Ерік Леммінг |
| Спортивна гімнастика | чоловіки, командна першість                     | Карл Бертільссон Нільс Відфорс Карл Вінквіст Ерік Гранфельт Рудольф Дегермарк Густав Юнссон Рольф Юнссон Нільс фон Кантцов Яльмар Кедеркрона Андреас Кервін Свен Ландберг Олле Ланнер Аксель Юнг Освальд Муберг Карл Нурберг Тур Нурберг Ерік Нурберг Аксель Нурлінг Даніель Нурлінг Густаф Ульссон Леонард Петерсон Свен Русен Густав Рузенквіст Карл Свенссон Біргер Сервік Гакон Сервік Аксель Шеблум Карл Фолкер Свен Форсман Нільс Гелльстен Гуннар Гейєр Карл Гольмберг Освальд Гольмберг Арвід Гольмберг Карл Герлеман Єста Есбрінк Гуго Янке Юган Ярлен |

### Срібло
| Вид спорту       | Дисципліна                                                     | Спортсмен                                                                                                |
| ---------------- | -------------------------------------------------------------- | --- |
| Боротьба         | греко-римська боротьба, до 73 кг                               | Моріц Андерссон                                                                                          |
| Стрибки у воду   | чоловіки, вишка                                                | Карл Мальмстрем                                                                                          |
| Фігурне катання  | чоловіки, одиночне катання                                     | Ричард Юганссон                                                                                          |
| Вітрильний спорт | чоловіки, клас «8 метрів»                                      | Карл Гелльстрем Едмунд Турмелен Ерік Валлеріус Ерік Сендберг Геральд Валлін                              |
| Стрільба         | чоловіки, гвинтівка, 300 м (команда)                           | Пер-Улоф Арвідссон Янне Густафссон Аксель Янссон Густав Адольф Юнссон Клас Рундберг Густаф-Адольф Шеберг |
| Стрільба         | чоловіки, дрібнокаліберна гвинтівка, 50 та 100 ярдів (команда) | Ерік Карлберг Вільгельм Карлберг Юган Гюбнер фон Гольст Франц-Альберт Шартау                             |

### Бронза
| Вид спорту      | Дисципліна                                      | Спортсмен |
| --------------- | ----------------------------------------------- | --- |
| Водне поло      | чоловіки                                        | Роберт Андерссон Ерік Бергвалль Понтус Ганссон Гаральд Юлін Торстен Кумфельдт Аксель Рунстрем Гуннар Веннерстрем |
| Теніс           | жінки, одиночний розряд                         | Мерта Адлерстреле                                                                                                |
| Теніс           | чоловіки, парний розряд                         | Вольмар Бустрем Ґуннар Сеттерваль                                                                                |
| Плавання        | чоловіки, 100 м, вільний стиль                  | Гаральд Юлін |
| Плавання        | чоловіки, 200 м, брас                           | Понтус Ганссон                                                                                                   |
| Стрибки у воду  | чоловіки, вишка                                 | Арвід Спенгберг                                                                                                  |
| Фігурне катання | чоловіки, одиночне катання                      | Пер Турен |
| Стрільба        | чоловіки, «олень, що біжить», подвійні постріли | Оскар Сван |
| Легка атлетика  | чоловіки, метання списа                         | Отто Нільссон |
| Легка атлетика  | чоловіки, стрибки з жердиною                    | Бруно Седерстрем                                                                                                 |
| Легка атлетика  | чоловіки, марафон                               | Юн Свенберг |